# Jan Magnusson i Granbäckstorp
Jan Magnusson (i riksdagen kallad Magnusson i Granbäckstorp), född 21 november 1838 i Sunne församling, Värmlands län, död där 21 december 1905, var en svensk lantbrukare, hemmansägare och politiker.
Magnusson var ledamot av riksdagens andra kammare 1876–1881, invald i Fryksdals domsagas nedre tingslags valkrets i Värmlands län.